# Crocodiles
Crocodiles — перший студійний альбом англійської групи Echo & the Bunnymen, який було випущено 18 липня 1980 року у Великій Британії та 17 грудня 1980 року у Сполучених Штатах. Він відрізняється унікальною сумішшю впливів постпанку та психоделічного року. "Crocodiles" визнаний важливим внеском у розвиток жанру постпанку. Загалом критики добре прийняли цей альбом, і відтоді він вважається класичним дебютним альбомом. Він також досяг 17-го місця у британському музичному чарті.

## Композиції
1. Going Up – 3:57
2. Stars Are Stars – 2:45
3. Pride – 2:41
4. Monkeys – 2:49
5. Crocodiles – 2:38
6. Rescue (пісня) – 4:26
7. Villiers Terrace – 2:44
8. The Pictures on My Wall – 2:52
9. All That Jazz – 2:43
10. Happy Death Men – 4:56

## Учасники запису
- Іен Маккаллох — вокал, гітара
- Уїлл Сарджент — гітара
- Лес Паттінсон — бас гітара
- Піт де Фрейтас — ударні